# Anton Olivier

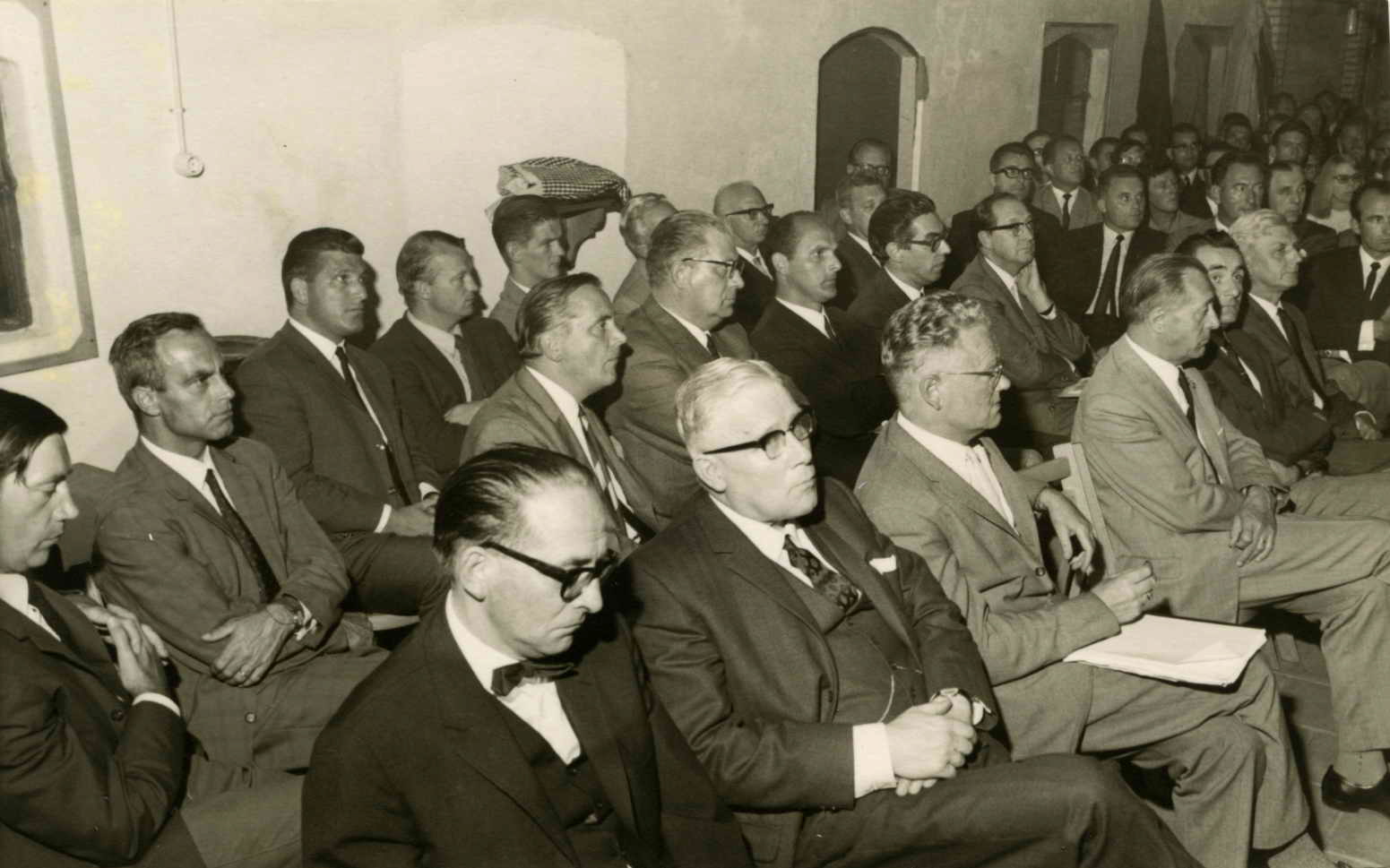
Teach-in in Dukenburg, met op de voorgrond stedenbouwkundige A. Olivier, 1968

Antonie Olivier (Leiden, 22 augustus 1917 – Haarlem, 19 december 2004) was een Nederlands architect en stedenbouwkundige.

## Opleiding
Hij was een Nederlandse ingenieur (ing.). Hij deed bouwkunde aan de Middelbare Technische School voor Bouwkunde in Den Haag. In de jaren vijftig deed hij een vervolgopleiding aan de Academie voor Bouwkunst in Amsterdam.

## Werk
Olivier droeg in 1945 bij aan de wederopbouw van Zeeuws-Vlaanderen. Vanaf 1947 was hij werkzaam bij de stedenbouwkundige dienst Nijmegen. Hij werd daar in 1965 Hoofd van de Hoofdafdeling Stadsontwikkeling en Adviseur Directeur van de Dienst Publieke Werken en Volkshuisvesting Nijmegen. Als zodanig was hij nauw betrokken bij de besluitvorming waar de noodzakelijke stadsuitbreiding van Nijmegen moest plaatsvinden. Hij was betrokken bij het ontwerp en de bouw van de stadsuitbreiding met als grootste project het stadsdeel Dukenburg. Het was zijn idee dat in Dukenburg de straten en paden dezelfde naam hebben als de desbetreffende wijk.
Olivier maakte zich sterk voor woonwijken met veel groen en met laagbouw. Die keuze voor groen ging niet zonder slag of stoot. Er was woningnood én geldgebrek. Dat Nijmegen met stedenbouwkundige Anton Olivier ondanks kritiek toch volgens bepaalde modernistische ideeën koos voor overwegend groen en laagbouw, vonden veel tijdgenoten een gemiste kans. Immers de Bijlmer was met zijn hippe hoogbouw toen toonaangevend. Nijmegen koos voor laagbouw en meer wijkgerichtheid hetgeen inmiddels een interessante keuze gebleken is.
Bij zijn pensionering in 1982 werd hij benoemd tot Officier in de Orde van Oranje Nassau.
Olivier overleed in 2004. Hij werd begraven op begraafplaats Moscowa in Arnhem.

## Trivia
In 1969 werd Olivier door carnavalsvereniging ‘t Swerte Schaop’ benoemd tot Grootste Swerte Schaop en behoorde daarmee tot de in 1963 opgerichte Broederschap van 't Grootste Swerte Schaop. Dit is, zoals de carnavalsvereniging stelt: “een als het ware glorieus college, bestaande uit de meest merkwaardige verzameling van onterecht verguisde mensen".